# 豐紳宜綿
豐紳宜綿（早於1775年—1813年），亦作豐紳伊綿，又名良辅，号存谷，钮祜禄氏，满洲正红旗人。大將軍和琳长子，生母為和琳嫡妻他他拉氏（蘇凌阿之女）。

## 家族
一子福祥。
至少有三女：
- 鈕祜祿氏，適怡親王奕勳（1793年—1818年）為嫡福晉。
- 鈕祜祿氏，適順承郡王春山（1800年—1854年）為嫡福晉。[1]
- 鈕祜祿氏（1813年—1888年），道光帝成貴妃。